# August Leskien
August Leskien (8. července 1840 Kiel, Německý spolek – 20. září 1916 Lipsko, Německé císařství) byl německý lingvista, indogermanista a slavista, aktivní v odvětví komparativní lingvistiky. Zkoumal zejména baltské a slovanské jazyky.

## Kariéra
Leskien vystudoval filologii v Kielu a Lipsku. V roce 1864 obdržel v tomto oboru doktorský titul. Následně dva roky učil latinu a starořečtinu na Škole sv. Tomáše v Lipsku. V roce 1866 začal studovat komparativní lingvistiku pod Augustem Schleicherem na Univerzitě v Jeně. Habilitaci dokončil v roce 1867 a pokračoval na univerzitě v Göttingenu.
V roce 1868 působil jako mimořádný profesor (professores extraordinarii) komparativní lingvistiky a sanskrtu v Jeně. O dva roky později byl pak mimořádným profesorem slovanské filologie na Lipské univerzitě. V roce 1876 byl jmenován stálým profesorem a na pozici zůstal až do roku 1915.

## Dílo
Byl jedním z hlavních představitelů tzv. mladogramatické školy. V roce 1884 se stal editorem encyklopedie Allgemeine Encyclopädie der Wissenschaften und Künste. Byl také zakládajícím členem časopisu Archiv für slavische Philologie.
Další Leskienovy práce:
- Indogermanische Chrestomathie, společně s Ebelem, Schleicherem a Schmidtem (1869)
- Handbuch der altbulgarischen (altkirchenslavischen) Sprache (1871)
- Die Deklination im Slawisch-Litauischen und Germanischen (1876)
- Untersuchungen über Quantität und Betonung in den slawischen Sprachen (1885–93)
- Die Bildung der Nomina im Litauischen (1891)